# Hacıbektaşlı, Salihli
Hacıbektaşlı là một xã thuộc huyện Salihli, tỉnh Manisa, Thổ Nhĩ Kỳ. Dân số thời điểm năm 2011 là 1.271 người.